# Gregoriuskerk in Zamoskvoretsje
De Gregoriuskerk of Kerk van de Heilige Gregorius van Neocaesarea (Russisch: Храм святителя Григория Неокесарийского в Дербицах) is een Russisch-orthodoxe kerk in de wijk Zamoskvoretsje in het Centraal Administratieve Okroeg van Moskou.

## Geschiedenis
De eerste vermelding van de kerk dateert uit 1445. Het huidige gebouw stamt echter uit de periode 1668-1669 en werd gebouwd in opdracht van tsaar Aleksej Michajlovitsj. De kerk werd ontworpen door architecten die eveneens werkzaam waren aan het hof. Het betreft een Russische kerk zoals veel mensen zich die voorstellen: kleurrijk; geschilderd in rood-oranje afgewisseld met wit en turquoise; compleet met 3 rijen kokoshniks en vijf koepels symboliserend Christus de Verlosser met daarom heen de vier apostelen en een toren met tentdak. Het fries is gedecoreerd met geglazuurde tegels.
Op 1 maart 1679 werd de kerk ingezegend door Patriarch Joachim in het bijzijn van Fjodor III van Rusland. Leden van het Huis van Romanov kwamen hier regelmatig een dienst bijwonen. De kerk werd gewijd aan de heilige Gregorius de Wonderman van wie de kerk ook een relikwie bezit.
In 1812 werden veel Moskouse kerken geplunderd en verbrand, maar de Gregoriuskerk ontsnapte aan de vernielzucht, naar men zegt omdat Napoleon verrukt was over de architectuur van het gebouw. In 1859 werd de kerk onderworpen aan een grondige restauratie.

## Sovjet-periode
In 1922 werd er beslag gelegd op de waardevolle voorwerpen van de kerk. Enkele jaren later viel het besluit om de toren te slopen ten behoeve van de doortrekking van het trottoir. Wonder boven wonder werd dit besluit niet uitgevoerd en verkoos men een passage te maken in de onderste verdieping van de toren. Daarmee werd verder leed de parochie niet bespaard, op 10 december 1937 werd de priester van de kerk, Boris Ivanovski, door de bolsjewieken in Boetovo doodgeschoten. In 1938 viel het doek voor de kerk en werd het gebouw voor de eredienst gesloten. Voorstaan zou de kerk worden bestemd voor culturele doeleinden. De iconen werden verdeeld onder musea, sommigen werden niet eens tentoongesteld maar in een depot bewaard. Nog steeds bevinden zich iconen in de Tretjakovgalerij. De koningsdeuren van de iconostase werden geborgen in het Museum van Architectuur. Vanaf 1965 vonden er aan het vervallen gebouw weer restauraties plaats en werd het voormalige kerkgebouw opgenomen in de lijst van monumenten van geschiedenis en cultuur.

## Heropening
Sinds 1994 is de kerk weer opengesteld voor de eredienst. Een restauratie vond plaats in 1996 en de kerk werd in de huidige kleurstelling geschilderd. Op 30 november 1996 vond door Patriarch Aleksi de wijding plaats.